# Ley de Bienestar Animal

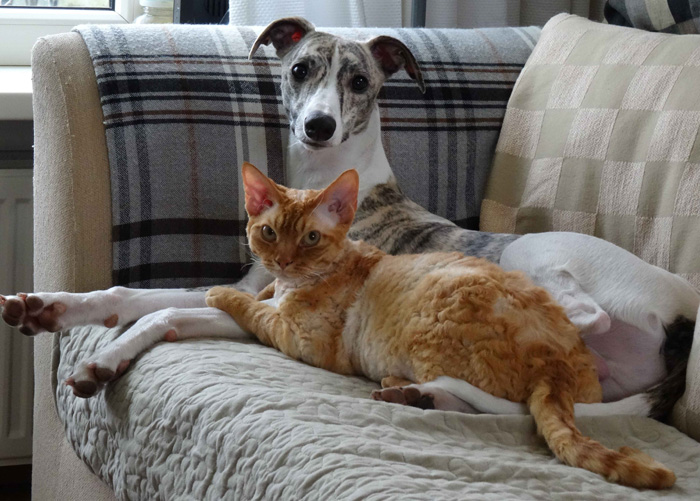
La ley protege a animales domésticos y domesticados.

 El proyecto de ley 18298 o Ley de Bienestar de los Animales de Costa Rica es la ley que busca crear un marco jurídico de protección a los animales y que castiga penalmente la crueldad animal, la zoofilia, las peleas de animales y otras actividades similares. Fue aprobada en segundo debate el 1 de junio de 2017 y firmada por el presidente Luis Guillermo Solís el 11 del mismo mes. Ha sido descrita como una de las leyes más avanzadas en la materia del mundo.

## Respaldo popular
De acuerdo con la encuesta de la Universidad Nacional de 2016, el proyecto contó con el respaldo del 90% de la población costarricense y un 97% estaba de acuerdo en que debe haber legislación al respecto. 88% de los costarricenses se declararon en contra de las peleas de gallos y de perros. No obstante, un 50% estuvo de acuerdo en que las corridas de toros a la tica (en donde no se mata al toro ya que tal cosa está prohibida en la legislación desde hace años) no fueran prohibidas, prohibición que no se encuentra contemplada en el proyecto de ley.

## Historia
El proyecto tiene cerca de seis años de haber ingresado a la corriente legislativa, pero enfrentó gran cantidad de obstáculos al ser discutido en Comisión. No obstante, la penalización al maltrato animal se convirtió en tema de campaña para el 2014 cuando fue uno de los compromisos que asumió el candidato del Partido Acción Ciudadana (entonces primera fuerza de oposición) Luis Guillermo Solís. 
Solís ganaría las elecciones tanto en primera como en segunda ronda reiterando en sus discursos triunfales que impulsaría el tema desde el Ejecutivo, por lo cual el proyecto fue remitido a la Asamblea Legislativa durante la agenda extraordinaria que es convocada por la Presidencia. 
El proyecto contaba con el respaldo de las fracciones del Partido Acción Ciudadana, Frente Amplio y el Partido Liberación Nacional, las tres mayores del Congreso, si bien el diputado Ottón Solís del PAC manifestó públicamente sus dudas sobre el proyecto en especial en cuanto a la penalización de las peleas de gallos (algo que ya está estipulado como ilegal en Costa Rica desde 1922 pero bajo la figura de contravención y, por tanto, sin pena de cárcel), lo que le valió fuertes críticas. No obstante Solís votaría el proyecto a favor.
Otra disidente de su fracción fue la diputada liberacionista por San Carlos Aracelly Segura quien se había reunido con representantes galleros. Segura fue la única diputada del PLN en votar el proyecto negativamente.
También hubo oposición por parte del Partido Unidad Social Cristiana del cual varios diputados interpusieron numerosas mociones. No obstante, tras reunirse con representantes del sector animalista y taurino (que está de acuerdo con el proyecto discutido en plenario), la bancada socialcristiana acordó retirar las mociones y votar el proyecto.
Otra bancada que adversaba el proyecto fue la del Movimiento Libertario liderado por Otto Guevara. Diversas figuras destacadas del partido como el exdiputado y exsecretario general Danilo Cubero y uno de sus candidatos a alcalde habían reconocido públicamente ser partícipes de peleas de gallos, pero Guevara afirmó que  su oposición era por otras razones. El ML en el pasado también fue la única fracción que había adversado una ley similar, la Ley de Vida Silvestre, que hizo ilegal la caza deportiva.
Un texto de consenso que incluso gozaba del aval de ganaderos fue presentado ante el plenario por la diputada Marcela Guerrero (PAC) una de las principales impulsoras del proyecto junto con Ligia Fallas (FA) el cual fue votado favorablemente con 50 votos a favor y 4 en contra (3 de la fracción libertaria y el voto de Segura) y 3 ausentes. El proyecto fue enviado a revisión al Poder Judicial por solicitud de Guevara quien afirma que el mismo es inconstitucional. La Sala devolvió el proyecto con observaciones, asegurando que si bien el bien jurídico que se busca tutelar es constitucional por el fondo (la protección de los animales) las penas y multas estipuladas incumplían el principio de proporcionalidad. Por tanto, el proyecto se devolvió al Parlamento donde fue enviado a la Comisión de Constitucionalidad para hacerle los ajustes respectivos. El dictamen unánime de la comisión que redujo las penas y multas fue aprobado por mayoría en el Plenatio legislativo en noviembre de 2016 y el proyecto se votó en primer debate, por segunda vez, el 21 de noviembre de 2016 con 44 votos a favor y 3 en contra a pesar de la oposición del diputado Guevara y su bancada, quien aseguraba que el proyecto seguía siendo inapropiado.
Finalmente el proyecto revisado y con una redacción de consenso fue votado el 11 de mayo de 2017 unánimemente en primer debate,y en segundo el 1 de junio. Como parte del texto de consenso se estipuló que la ley cubriría solo a animales domésticos o domesticados, pues los animales silvestres ya se encuentran incluidos en la Ley de Vida Silvestre.
Casi inmediatamente de aprobada la ley los galleros interpusieron un recurso de amparo ante la Sala Constitucional alegando que las sanciones penales de la misma violentaba sus derechos culturales por cuanto las peleas de gallos eran una tradición. La Sala rechazó el recurso unánimemente estableciendo que no se estaba afectando el interés colectivo y que, en todo caso, el recurso estaba mal planteado por cuanto la prohibición de las peleas de gallos data de la Ley de Apuestas de 1922 y no de la Ley de Bienestar Animal que sólo expande los castigos hacia una actividad ya previamente ilícita. A raíz de esto los galleros interpusieron un nuevo recurso, esta vez en contra de la Ley de Apuestas de 1922 aún en espera de resolución.

## Oposición
Una de las principales oposiciones al proyecto proviene de la Asociación Costarricense de Criadores de Gallos, que representa a los criadores de gallos de pelea. Las peleas de gallos son ilegales en Costa Rica desde 1922 y se castigan con multas y el decomiso de los animales. Estos llegaron a reunirse con varios diputados en sus despachos y fueron recibidos por algunos, lo cual fue criticado debido a que los galleros realizan una actividad ilegal. El respaldo popular a las peleas de gallos entre la población general es muy bajo y en general mal visto.

## Referéndum
A principios de 2016 organizaciones animalistas consiguieron el aval del Tribunal Supremo de Elecciones para iniciar el proceso de convocatoria a referéndum sobre el proyecto, frustrados por el poco avance en sede legislativa. La recolección de firmas inició en junio de ese año concretándose a inicios de 2017. No obstante el Tribunal archivó el proyecto alegando que el dictamen de inconstitucionalidad de la Sala IV lo hacía inviable para ser sometido a referéndum.

## Contenido
El proyecto incluye, entre otras cosas:
- Multas de un cuarto a medio salario mínimo a quien acceda a promover peleas entre animales, promueva o realice la cría, la hibridación o el adiestramiento de animales para aumentar su peligrosidad.
- Prisión de tres meses a un año a quien directamente o por interpósita persona cause un daño a un animal doméstico o domesticado, que le ocasione un debilitamiento persistente en su salud o implique la pérdida de un sentido, de un órgano, de un miembro, o lo imposibilite para usar un órgano o un miembro, o le causare sufrimiento o dolor intenso o agonía prolongada.
- Prisión de tres meses a dos años a quien dolosamente de forma directa o por interpósita persona, cause la muerte de un animal doméstico o domesticado.
- Prisión de tres meses a un año a quien directamente o por interpósita persona organice, propicie o ejecute peleas entre animales de cualquier especie, sin excepción alguna en el territorio nacional.
- Veinte a cincuenta días multa quien realizare actos de maltrato animal. Por maltrato animal se entenderá toda conducta que cause lesiones injustificadas a un animal doméstico o domesticado.

También se sanciona con similares penas el tener relaciones sexuales con animales y se multa a los dueños que no recolecten los excrementos de sus perros en vía pública.